# Jolien Knollema
Jolien Knollema, född 5 januari 2003 i Groningen, Nederländerna, är en volleybollspelare (vänsterspiker). 
Hon spelar (2024) för Allianz MTV Stuttgart och Nederländernas damlandslag i volleyboll. Tidigare har hon spelat för Azzurra Volley Firenze i Italien och Team Eurosped och Sudosa-Desto i Nederländerna.